# Казиник, Михаил Семёнович
Михаи́л Семёнович Кази́ник (род. 13 ноября 1951, Ленинград) — советский и шведский лектор-музыковед, популяризатор классической музыки, скрипач, пианист.

## Биография

### Ранние годы
Родился 13 ноября 1951 года, в Ленинграде, в еврейской семье. Отец — Семён Михайлович Казиник, горный инженер, родом из местечка Черея Чашникского района Белоруссии. Мать — Белла Григорьевна Левина, работала юрисконсультом на Витебской чулочно-трикотажной фабрике КИМ, родом из белорусского города Чашники.
В 1953 году семья переехала в Витебск. Уже в 4 года, в детском саду Михаил на память и очень артистично читал Маршака, Чуковского, Пушкина, и даже сонеты Шекспира. Воспитатели пользовались этим, и уходили по делам, а он удерживал ребят часами. В Витебске у Михаила прошло счастливое детство. С шести лет стал играть на скрипке и фортепиано. В 1958 году поступил в Детскую музыкальную школу № 1 по классу скрипки. В 1968 году продолжил обучение в Витебском музыкальном училище. В 1970 году поступил в Белорусскую государственную консерваторию в Минске. В 1975 году окончил консерваторию.

### Карьера
В 1975—1990 годах — солист и лектор-музыковед Белорусской государственной филармонии, выступал с лекциями-концертами в разных городах СССР.
После событий августа 1991 года принял решение переехать в Швецию на постоянное место жительства, поселился в Стокгольме и получил шведское подданство. Сотрудничал с режиссёром Юрием Ледерманом и его театром «Teaterstudio Lederman» в Стокгольме, принимал участие в постановке спектакля «Моцарт против Сальери». Провёл трёхлетний проект в регионе Смолянд (Småland), где встречался со 100 000 детей и молодёжи, раскрывая перед ними красоту классической музыки. В этом проекте действовала организация "Музыка и театр Смолянда" (Smålands musik och teater), симфонический оркестр, а также оперные и драматические артисты региона.
Регулярно выступает с лекциями, концертами и творческими вечерами в разных странах мира: в России, Белоруссии, Украине, Балтийских и Скандинавских странах, Германии, Голландии, Великобритании, США. На своих выступлениях он рассказывает об истории искусства и о классической музыке, стремится увлечь ею слушателей. Концерты в основном рассчитаны на самую широкую аудиторию, некоторые выступления проводит для детей.
В 2000-х годах вёл цикл телепередач «Ad Libitum или в свободном полете» (руководитель программы Игорь Шадхан, режиссёр Наталья Кугашова, транслировались на ТВ Центр и TVCI в России и Axess TV в Швеции), в котором рассказывал о творчестве различных композиторов. Изначально было отснято 12 серий: «Эффект Баха», «Эффект Шуберта», «Эффект Моцарта», «Эффект Шопена» и так далее, затем были сделаны дополнительные выпуски — всего вышло 56 передач. Съёмки проходили в Швеции на даче Казиника, в Петербурге, в Крыму и в различных живописных местах.
В 2000 году режиссёр Петер Мейер снял о Михаиле Казинике фильм с интригующим названием "Казиник, Бог и дьявол" ) Kazinik, Gud och Djävulen) с подзаголовком "Огненная душа в Швеции" Фильм стал лауреатом конкурса документальных фильмов Скандинавии Millenium.
В 2005 году вместе с телеведущей Джессикой Альменес (Jessika Almenäs) был комментатором телевизионной трансляции Нобелевского концерта на шведском телеканале TV4.
С 2007 года принял участие в большом количестве телевизионных программ и интервью на федеральных и региональных телеканалах; участвовал в программе «Познер».
В 2007 году выступил в роли экскурсовода по родному городу в документальном фильме Игоря Шадхана «Полёт над Витебском».
С 2007 года — автор и ведущий программы «Музыка, которая вернулась» на радиостанции «Орфей». За воплощение этого проекта радиостанция была удостоена премии «Радиомания-2015».
В 2009—2012, 2016 годах — автор и ведущий программы «Тайные знаки культуры» на радио «Серебряный дождь».
С 2011 года — ведущий авторской программы «Ноты, которые изменили мир» на телеканале «Дождь».
С 2011 года в Риге проходит международный музыкальный фестиваль «Дни Казиника», в его рамках проводится конкурс молодых инструменталистов и вокалистов.
С 2012 года — автор и ведущий программы «Нетипичный формат» на радио «Голос России».

### Взгляды
Является убеждённым антикоммунистом. По его словам, в ГУЛАГе были уничтожены лучшие люди страны. В то же время признаёт, что при коммунизме были красивые идеи и мифы.
Критически относится к современной модели демократии. Считает трагедией и власть «охлоса», когда «у профессора и у бомжа всеобщее равное избирательное право». Истинной демократией считает власть мыслителей, думающих о будущем[значимость факта?].
Считает необходимым проведение реформы школьного образования как в России, так и в мире, по его мнению, современная школа формирует у ребёнка «клиповое мышление», поскольку он получает не связанные между собой разрозненные знания по разным предметам[значимость факта?]. По его мнению школа «набила их голову, как мешок соломой, набила кучей сведений, из которых 90 % им не понадобятся никогда, и не дала парадигму знания, жажду знания, тягу к знаниям, способа познания через культуру, через искусство, через математику»[значимость факта?].
В 2017 году Михаил Казиник выступил в Совете Федерации с речью о важности роли искусства и образования в жизни Российского общества.
Войну с Украиной не принял.

### Личная жизнь
- Жена — Татьяна[4].
- Сын — Борис Казиник (род. 1975).
- Внук Даниэль Казиник (род. 1999).
- Внучка Эвелина Казиник (род. 2000).

## Отзывы
У Казиника очень интересная судьба. Он рано познал большую славу. Мальчиком Михаил не только играл на скрипке и фортепиано, но и пел — высоким неподражаемым голосом. В это трудно поверить, но его выделил среди сверстников и напророчил большое будущее… Никита Хрущёв. В пионерском лагере «Артек» Хрущёв во всеуслышание заявил, что Михаил Казиник «будет нашим советским Робертино Лорети». Вскоре Хрущёва сняли, а у Миши началась ломка голоса. Но этот «фальстарт» только закалил его характер и воспитал волю. Жизнь после славы похожа на жизнь после жизни — ты уже спокойно наблюдаешь за своей дальнейшей судьбой, ты уже состоялся в мире и можешь на равных разговаривать с великими.
— Александр Карпенко

## Публикации

### Книги
- Казиник М. Тайны гениев. — 4-е изд. — М.: Легейн, 2010. — 304 с. — ISBN 978-5-91491-025-6.
- Казиник М. Тайны гениев-2 или Волновые пути к музыке. — М.: Динатон, 2010. — 219 с. — ISBN 978-5-91751-004-0.
- Казиник М. Тайны гениев. Тайны гениев-2, или Волновые пути к музыке. + 3 CD (музыкальное приложение). — М.: Новый Акрополь, 2011. — 587 с. — ISBN 978-5-91896-027-1.
- Казиник М. Приобщение. Слово. Музыка. Жизнь. — М.: Дельфис, 2014. — 216 с. — ISBN 978-5-93366-030-9.
- Казиник М. Буравчик в стране Света. — М.: Бослен, 2015. — 160 с. — ISBN 978-5-91187-225-0.
- Казиник М. Погружение в музыку, или Тайны гениев-2. — М.: АСТ, 2017. — 300 с. — ISBN 978-5-17-098898-3.
- Казиник М. Буравчик в стране Света: Что такое культура? Чем человек отличается от всего живого?. — М.: Бослен, 2020. — 160 с. — (Пытливый ум). — ISBN 978-5-91187-225-0.
- Казиник М. Музыкальные антидепрессанты. — М.: Бослен, 2020. — 318 с. — ISBN 978-5-91187-362-2
- Казиник М. Музыкальные парадоксы. — М.: Бослен, 2022. — 288 с. — ISBN 978-5-91187-389-9

### Статьи в журналах
- Казиник М. Нужны активные поиски (О проблемах лекторской работы) // Советская музыка. — 1985. — № 8. — С. 71—73.
- Казиник М. Специалисты, отзовитесь! (О проблемах музыкальных жанров) // Советская музыка. — 1985. — № 11. — С. 77.
- Казиник М. Ребёнок и музыка (О музыкальном воспитании младших школьников) // Музыка в школе. — 1986. — № 1. — С. 36—39.
- Казиник М. Я — на нашей планете…: [Беседа] / Вела Шлихтина Ю. // Музыкальная академия. — 1996. — № 3—4. — С. 132—136.
- Королёва Т. П. Музыка для всех: диалог о ключевых проблемах музыкального просвещения и воспитания / Т. П. Королёва, М. С. Казиник // Столичное образование сегодня. — Минск, 2006. — № 5. — С. 16—32.
- Нашу публику я люблю больше [Текст] / М. Казиник; беседовала О. Русанова // Музыкальная жизнь. — 2015. — № 3. — С. 48—49. — ISSN 01312383.
- Педагогика искусства в системе общего образования / Е. Б. Зотова // Искусство в школе. — 2013. — № 6. — С. 8—9 . — ISSN 08594956.

### Сноски
1. ↑  Переименовано в Витебский государственный музыкальный колледж им. И. И. Соллертинского
2. ↑  С 1992 г. переименована в Белорусскую государственную академию музыки